# Holthausen (Schalksmühle)
Holthausen ist ein Ortsteil in der Gemeinde Schalksmühle im Märkischen Kreis im Regierungsbezirk Arnsberg in Nordrhein-Westfalen (Deutschland).

## Lage und Beschreibung
Der Ortsteil befindet sich westlich des Gewerbegebiets Ramsloh auf der Höhe zwischen dem Volmetal und dem Bachtal der Wilfesche, einem Zulauf der Sterbecke, im nördlichen Gemeindegebiet nahe der Stadtgrenze zu Hagen. Beim Ort entspringt der Hägerbach, ein Zulauf der Wilfesche.
Weitere Nachbarorte auf dem Schalksmühler Gemeindegebiet sind die mit dem Ortsteil Ramsloh zusammengewachsenen Wohnplätze Westhöhe und Spormecke, sowie Muhle, Muhlerhagen, Kämpershof, Everinghausen, Everinghauserheide, Felde, Wilfesche, Harrenscheid, Davidshöhe, Kuhlenhagen, Stallhaus, Waldesruh, Linscheid, Linscheiderschule, Berkey und Siepen, sowie Lindenteich auf Hagener Stadtgebiet.

## Geschichte
Holthausen gehörte bis zum 19. Jahrhundert der Wester Bauerschaft des Kirchspiels Hülscheid an. Ab 1816 war der Ort Teil der Gemeinde Hülscheid in der Bürgermeisterei Halver im Kreis Altena, 1818 lebten 28 Einwohner im Ort. Der laut der Ortschafts- und Entfernungs-Tabelle des Regierungs-Bezirks Arnsberg als Hof kategorisierte Ort besaß 1839 fünf Wohnhäuser und 12 landwirtschaftliche Gebäude. Zu dieser Zeit lebten 38 Einwohner im Ort, alle evangelischen Bekenntnisses.
1844 wurde die Gemeinde Hülscheid mit Holthausen von dem Amt Halver abgespaltet und dem neu gegründeten Amt Lüdenscheid zugewiesen.
Der Ort ist auf der Preußischen Uraufnahme von 1840 als Kalkstück verzeichnet. Ab der Preußischen Neuaufnahme von 1892 ist der Ort auf Messtischblättern der TK25 als Holthausen verzeichnet.
Die Gemeinde- und Gutbezirksstatistik der Provinz Westfalen führt 1871 den Ort als Hof mit fünf Wohnhäusern und 39 Einwohnern auf.  Das Gemeindelexikon für die Provinz Westfalen gibt 1885 für Holthausen eine Zahl von 48 Einwohnern an, die in sechs Wohnhäusern lebten. 1895 besitzt der Ort sechs Wohnhäuser mit 56 Einwohnern, 1905 werden sechs Wohnhäuser und 45 Einwohner angegeben.
1969 wurden die Gemeinden Hülscheid und Schalksmühle zur amtsfreien Großgemeinde (Einheitsgemeinde) Schalksmühle im Kreis Altena zusammengeschlossen und Holthausen gehört seitdem politisch zu Schalksmühle, das 1975 auf Grund des Sauerland/Paderborn-Gesetzes Teil des neu geschaffenen Märkischen Kreises wurde.
In den 1970er Jahren begann die Erschließung des Gewerbegebiets Ramsloh östlich des Orts.